# Microstegium tenue
Microstegium tenue là một loài thực vật có hoa trong họ Hòa thảo. Loài này được (Trin.) Hosok. mô tả khoa học đầu tiên năm 1938.